# Норман Таурог
Норман Таурог (на английски: Norman Taurog) е американски режисьор и сценарист.

## Биография
Норман Таурог е роден на 23 февруари 1899 година в Ранчо Мираж, Калифорния. Родителите му са евреи Артър Джак Таурог и Анита (първоначално „Ани“) Таурог (по баща Голдсмит). Документите за натурализация на баща му твърдят, че Артър е роден в Руската империя през 1872 или 1873 г. и е натурализиран като непълнолетен, докато майка му е от Ню Йорк. По-късно записите от преброяването твърдят, че родителите на Артър са от Германия, а тези на Анита са от Англия. Двойката се жени в Чикаго през 1896 г.
Норман става дете-изпълнител на сцената в ранна възраст, като прави своя филмов дебют на 13-годишна възраст в късометражния филм „Заплетени отношения“, продуциран от студиото на Томас Харпър Инс. През осемте години до следващия си филм той работи в театъра, предимно извън Бродуей.

### Кариера
От 1920 до 1968 г. Норман Таурог режисира 180 филма. На 32-годишна възраст той получава наградата на Академията „Оскар“ за най-добър режисьор за „Скипи“ (1931), става най-младият човек, печелил наградата от осем и половина десетилетия, докато Деймиън Шазел не спечели за „La La Land“ през 2017 г. По-късно той е номиниран за „Оскар“ за най-добър режисьор за филма „Град на момчетата“ (1938). Той режисира някои от най-известните актьори на ХХ век, включително неговия племенник Джаки Купър, Спенсър Трейси, Мики Руни, Джуди Гарланд, Диана Дърбин, Фред Астер, Джийн Кели, Дебора Кар, Питър Лоуфорд, Дийн Мартин, Джери Люис, и Елвис Пресли. Таурог режисира шест филма за Мартин и Луис и девет филма за Елвис Пресли, повече от всеки друг режисьор.
През 1968 г. Таурог се оттегля от режисурата. По-късно той преподава в Училището по кино на Университета на Южна Калифорния и остава член на борда на Гилдията на режисьорите на Америка. Притежаваше магазин за фотоапарати в Канога Парк, Калифорния.
Норман Таурог има звезда на Холивудската алея на славата на Vine Street 1600 за приноса си към филмовата индустрия.

### Смърт
Към края на живота си Норман Таурог ослепява. През последните си години той е бил директор на Брайловия институт в Лос Анджелис.
Почива на 7 април 1981 г. в Палм Дезърт, Калифорния, на 82-годишна възраст. Пепелта му е разпръсната в Тихия океан.

## Избрана филмография
| Година | Филм                          | Оригинално заглавие  |
| ------ | ----------------------------- | -------------------- |
| 1931   | Скипи                         | Skippy               |
| 1961   | Сини Хаваи                    | Blue Hawaii          |
| 1962   | Момичета! Момичета! Момичета! | Girls! Girls! Girls! |